# Begonia prismatocarpa
Espèce
Synonymes
- Begonia prismatocarpa subsp. prismatocarpa[1]

Begonia prismatocarpa est une espèce de plantes de la famille des Begoniaceae. Ce bégonia est originaire d' Afrique. L'espèce fait partie de la section Loasibegonia. Elle a été décrite en 1862 par William Jackson Hooker (1785-1865). L'épithète spécifique prismatocarpa signifie « à fruit en forme de prisme ».

## Description

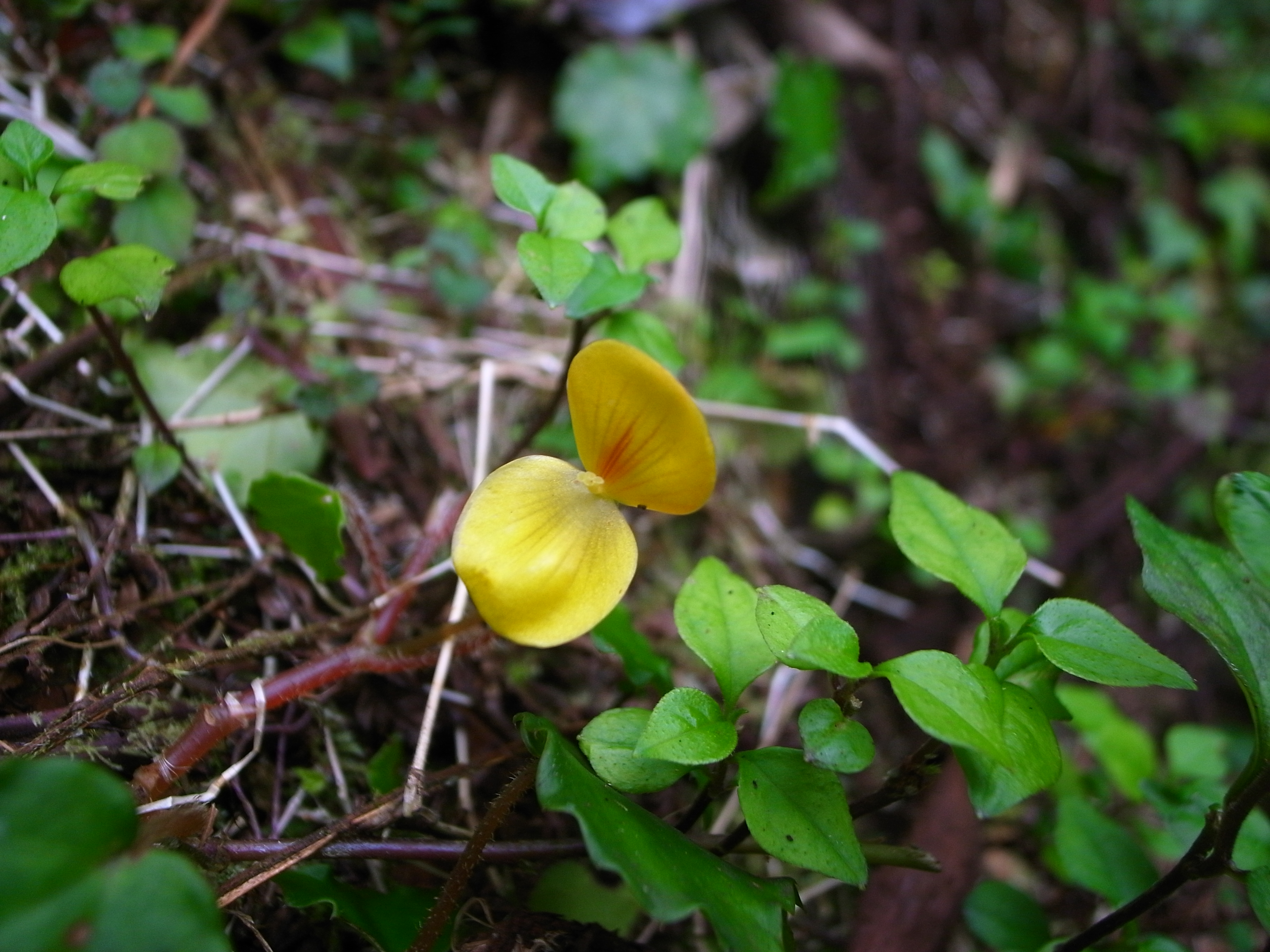
Begonia prismatocarpa dans son environnement naturel, en Guinée Équatoriale

## Répartition géographique
Cette espèce est originaire des pays suivants : Cameroun ; Côte d'Ivoire ; Guinée Équatoriale.
Assez rare, la sous-espèce Begonia prismatocarpa subsp. delobata Sosef est endémique du Cameroun, où elle a été observée sur six sites dans la Région du Sud-Ouest.

## Liste des sous-espèces
Selon Catalogue of Life (22 février 2017), World Checklist of Selected Plant Families (WCSP) (22 février 2017) et Tropicos (22 février 2017) :
- sous-espèce Begonia prismatocarpa subsp. delobata Sosef (1994)
- sous-espèce Begonia prismatocarpa subsp. petraea (A.Chev.) Sosef (1994)
- sous-espèce Begonia prismatocarpa subsp. prismatocarpa